# جرالد میرشارت
جرالد میرشارت (انگلیسی: Gerald Meerschaert؛ زادهٔ ۱۸ دسامبر ۱۹۸۷) ورزشکار هنرهای رزمی ترکیبی اهل ایالات متحده آمریکا است. وی از سال ۲۰۰۷ میلادی تاکنون مشغول فعالیت بوده‌است.